# Flughafen Mandalay

i8
i11
i13
Der Flughafen Mandalay (birmanisch မန္တလေး အပြည်ပြည်ဆိုင်ရာ လေဆိပ်, englisch Mandalay International Airport, IATA-Code: MDL, ICAO-Code: VYMD) ist ein internationaler Flughafen des südostasiatischen Landes Myanmar und einer von drei internationalen Flughäfen im Land. 
Der im September 2000 eröffnete Verkehrsflughafen befindet sich 45 km südlich der Stadt Mandalay auf einer Höhe von 91 m und hat eine Piste (17/35, betoniert) mit einer Länge von 4268 m.
Die Flughafeninfrastruktur umfasst beispielsweise 36 Check-in-Schalter, acht Flugsteige, sechs Fluggastbrücken, drei Gepäckförderbänder usw. Des Weiteren sind Landungen mittels Instrumentenlandesystem möglich. Die Einrichtungen sind für Boeing 747 konzipiert.
Durch den Neubau wurde der Mandalay Chanmyathazi Airport stillgelegt. Die Baukosten betrugen 150 Mio. US-Dollar.

## Ausbau zum Drehkreuz
Myanmars Regierung, die das Land schrittweise für internationale Unternehmen öffnet, sucht Investoren für ein Public-Private-Partnership, um den Flughafen zu einem Luftfahrt-Drehkreuz auszubauen. Die Investoren sollen die Terminals modernisieren und Luftfrachtabfertigung, Wartung und andere Aufgaben übernehmen. 